# 一般会計
一般会計（いっぱんかいけい）とは、日本の国および地方公共団体の官庁会計における区分の1つで、特別会計に属さない財政を包括的、一般的に経理する会計のこと。福祉や教育、消防など国民・住民に広く行われる事業における歳入・歳出の会計である。
国・地方公共団体の会計は、すべての歳入・歳出などを単一の会計で経理することが原則となっている（単一予算主義）。

## 国家財政
- 歳入
  - 租税
  - 公債金
- 歳出
  - 公共事業
  - 社会保険
  - 地方財政